# Siebengebirgsbahn
| Karte der Siebengebirgsbahn |                       |                                             |                                             |
| Kursbuchstrecke (DB): | 467 (nur Linie 66)    |                                             |                                             |
| Streckenlänge: | 14,0 km               |                                             |                                             |
| Spurweite: | 1435 mm (Normalspur)  |                                             |                                             |
| Zweigleisigkeit: | Kilometer 422,3–506,3 |                                             |                                             |
| |                       |                                             |                                             |
| Eröffnung: | ab 1911               |                                             |                                             |
| Stationen: | 21                    |                                             |                                             |
| \| \| \| Siegburger Bahn von Bonn Hbf 62 66 \| \| \| \| \| Kennedybrücke \| \| \| \| \| Konrad-Adenauer-Platz (alt) \| \| \| \| 422,3 \| \| \| \| \| 422,4 \| Konrad-Adenauer-Platz \| Konrad-Adenauer-Platz \| \| \| \| Siegburger Bahn nach Siegburg Bf 66 \| \| \| \| 422,6 \| Beuel Rathaus \| Beuel Rathaus \| \| \| 422,9 \| Obere Wilhelmstraße \| Obere Wilhelmstraße \| \| \| 423,1 \| Beuel Bahnhof 62 \| Beuel Bahnhof 62 \| \| \| \| Übergabegleis zur Rechten Rheinstrecke[1][2] \| \| \| \| \| Auf dem Grendt \| \| \| \| 424,0 \| Limperich Nord \| Limperich Nord \| \| \| 424,3 \| Rechte Rheinstrecke \| Rechte Rheinstrecke \| \| \| \| Kreuzherrenstraße \| \| \| \| 424,4 \| Limperich (Richtung Oberkassel) \| Limperich (Richtung Oberkassel) \| \| \| \| Finkenbergstraße \| \| \| \| 424,5 \| Limperich (Richtung Bonn) \| Limperich (Richtung Bonn) \| \| \| \| Burggrafenstraße \| \| \| \| 424,8 \| Küdinghoven (Richtung Oberkassel) \| Küdinghoven (Richtung Oberkassel) \| \| \| \| Küdinghovener Straße \| \| \| \| 424,9 \| Küdinghoven (Richtung Bonn) \| Küdinghoven (Richtung Bonn) \| \| \| \| Schießbergweg \| \| \| \| 425,3 \| Schießbergweg \| Schießbergweg \| \| \| 425,7 \| \| \| \| \| \| von der Bonner Südbrücke 66 \| \| \| \| 425,9512,4 \| Ramersdorf 62 66 \| Ramersdorf 62 66 \| \| \| 512,2 \| \| \| \| \| 511,x \| Stüffgenstraße \| Stüffgenstraße \| \| \| 511,x \| Alsstraße \| Alsstraße \| \| \| 511,5 \| Oberkassel Nord \| Oberkassel Nord \| \| \| \| Basaltbahn (bis 1929)[3] \| \| \| \| 511,x \| Oberkassel (1911–1960) \| Oberkassel (1911–1960) \| \| \| 511,x \| Cäcilienstraße \| Cäcilienstraße \| \| \| 510,9 \| Oberkassel Mitte (Richtung Bonn) \| Oberkassel Mitte (Richtung Bonn) \| \| \| 510,8 \| Zipperstraße \| Zipperstraße \| \| \| 510,8 \| Oberkassel Mitte (Richtung Bad Honnef) \| Oberkassel Mitte (Richtung Bad Honnef) \| \| \| 510,x \| Basaltstraße \| Basaltstraße \| \| \| 510,4 \| Langemarckstraße \| Langemarckstraße \| \| \| 510,4 \| Oberkassel Süd/Römlinghoven 62 \| Oberkassel Süd/Römlinghoven 62 \| \| \| 510,x \| Ernststraße \| Ernststraße \| \| \| 510,x \| Grüner Weg \| Grüner Weg \| \| \| \| Grüner Weg (1963–1970) \| \| \| \| 509,7 \| Oberdollendorf Nord \| Oberdollendorf Nord \| \| \| \| Bundesstraße 42 \| \| \| \| \| Heisterbacher Talbahn[4] \| \| \| \| 509,x \| Bachstraße \| Bachstraße \| \| \| 508,9 \| Oberdollendorf \| Oberdollendorf \| \| \| 508,8 \| Heisterbacher Straße[5] \| Heisterbacher Straße[5] \| \| \| \| Tunnel Oberdollendorf (600 m) \| \| \| \| 507,9 \| Nothaltestelle „Jugendhof“[6] \| Nothaltestelle „Jugendhof“[6] \| \| \| 507,x \| Lemmerz-Brücke Longenburg[5] (Bundesstraße 42) \| Lemmerz-Brücke Longenburg[5] (Bundesstraße 42) \| \| \| 507,x \| Am Ziegelofen (Bergstraße)[5] \| Am Ziegelofen (Bergstraße)[5] \| \| \| 507,5 \| Werkstraße Lemmerz[7] \| Werkstraße Lemmerz[7] \| \| \| 507,5 \| DB-Brücke Longenburg[5] (Rechte Rheinstrecke) \| DB-Brücke Longenburg[5] (Rechte Rheinstrecke) \| \| \| 507,4 \| Longenburg – CJD Königswinter \| Longenburg – CJD Königswinter \| \| \| 507,4 \| Hauptstraße Longenburg[5] \| Hauptstraße Longenburg[5] \| \| \| 506,3 \| Königswinter Clemens-August-Str. 66 \| Königswinter Clemens-August-Str. 66 \| \| \| 506,1 \| Königswinter Düsseldorfer Hof (1913–1988) \| Königswinter Düsseldorfer Hof (1913–1988) \| \| \| 505,8 \| Königswinter Fähre \| Königswinter Fähre \| \| \| 505,3 \| Königswinter Denkmal \| Königswinter Denkmal \| \| \| 504,x \| Am Steinchen (1925–1930) \| Am Steinchen (1925–1930) \| \| \| 504,x \| Am Steinchen[5] \| Am Steinchen[5] \| \| \| 503,7 \| Rhöndorf \| Rhöndorf \| \| \| 503,7 \| Karl-Broel-Straße \| Karl-Broel-Straße \| \| \| 502,6 \| Bad Honnef Am Spitzenbach \| Bad Honnef Am Spitzenbach \| \| \| 502,0 \| Bad Honnef 66 \| Bad Honnef 66 \| |                       |                                             |                                             |
| U-Bahn-Strecke von rechts |                       | Siegburger Bahn von Bonn Hbf 62 66          | Siegburger Bahn von Bonn Hbf 62 66          |
| U-Bahn-Brücke über Wasserlauf |                       | Kennedybrücke                               | Kennedybrücke                               |
| ehemaliger U-Bahn-Bahnhof |                       | Konrad-Adenauer-Platz (alt)                 | Konrad-Adenauer-Platz (alt)                 |
| U-Bahn-Verschwenkung von links · U-Bahn-Verschwenkung von rechts | 422,3                 |                                             |                                             |
| U-Bahn-Bahnhof · U-Bahn-Bahnhof | 422,4                 | Konrad-Adenauer-Platz                       | Konrad-Adenauer-Platz                       |
| U-Bahn-Verschwenkung nach links · U-Bahn-Verschwenkung nach links |                       | Siegburger Bahn nach Siegburg Bf 66         | Siegburger Bahn nach Siegburg Bf 66         |
| U-Bahn-Haltepunkt / Haltestelle | 422,6                 | Beuel Rathaus                               | Beuel Rathaus                               |
| U-Bahn-Haltepunkt / Haltestelle | 422,9                 | Obere Wilhelmstraße                         | Obere Wilhelmstraße                         |
| U-Bahn-Bahnhof | 423,1                 | Beuel Bahnhof 62                            | Beuel Bahnhof 62                            |
| U-Bahn-Abzweig mit Eisenbahn geradeaus und ehemals nach links |                       | Übergabegleis zur Rechten Rheinstrecke      | Übergabegleis zur Rechten Rheinstrecke      |
| U-Bahn-Strecke mit Straßenbrücke |                       | Auf dem Grendt                              | Auf dem Grendt                              |
| U-Bahn-Haltepunkt / Haltestelle | 424,0                 | Limperich Nord                              | Limperich Nord                              |
| U-Bahn-Kreuzung mit Eisenbahn geradeaus unten | 424,3                 | Rechte Rheinstrecke                         | Rechte Rheinstrecke                         |
| U-Bahn-Bahnübergang |                       | Kreuzherrenstraße                           | Kreuzherrenstraße                           |
| U-Bahn-Haltepunkt / Haltestelle | 424,4                 | Limperich (Richtung Oberkassel)             | Limperich (Richtung Oberkassel)             |
| U-Bahn-Bahnübergang |                       | Finkenbergstraße                            | Finkenbergstraße                            |
| U-Bahn-Haltepunkt / Haltestelle | 424,5                 | Limperich (Richtung Bonn)                   | Limperich (Richtung Bonn)                   |
| U-Bahn-Bahnübergang |                       | Burggrafenstraße                            | Burggrafenstraße                            |
| U-Bahn-Haltepunkt / Haltestelle | 424,8                 | Küdinghoven (Richtung Oberkassel)           | Küdinghoven (Richtung Oberkassel)           |
| U-Bahn-Bahnübergang |                       | Küdinghovener Straße                        | Küdinghovener Straße                        |
| U-Bahn-Haltepunkt / Haltestelle | 424,9                 | Küdinghoven (Richtung Bonn)                 | Küdinghoven (Richtung Bonn)                 |
| U-Bahn-Bahnübergang |                       | Schießbergweg                               | Schießbergweg                               |
| U-Bahn-Bahnhof | 425,3                 | Schießbergweg                               | Schießbergweg                               |
| U-Bahn-Tunnelanfang | 425,7                 |                                             |                                             |
| U-Bahn-Abzweig geradeaus und von rechts (im Tunnel) |                       | von der Bonner Südbrücke 66                 | von der Bonner Südbrücke 66                 |
| U-Bahn-Bahnhof (im Tunnel) | 425,9512,4            | Ramersdorf 62 66                            | Ramersdorf 62 66                            |
| U-Bahn-Tunnelende | 512,2                 |                                             |                                             |
| U-Bahn-Bahnübergang | 511,x                 | Stüffgenstraße                              | Stüffgenstraße                              |
| U-Bahn-Bahnübergang | 511,x                 | Alsstraße                                   | Alsstraße                                   |
| U-Bahn-Haltepunkt / Haltestelle | 511,5                 | Oberkassel Nord                             | Oberkassel Nord                             |
| U-Bahn-Kreuzung mit Eisenbahn (Querstrecke außer Betrieb) |                       | Basaltbahn (bis 1929)                       | Basaltbahn (bis 1929)                       |
| ehemaliger U-Bahn-Haltepunkt / Haltestelle | 511,x                 | Oberkassel (1911–1960)                      | Oberkassel (1911–1960)                      |
| U-Bahn-Bahnübergang | 511,x                 | Cäcilienstraße                              | Cäcilienstraße                              |
| U-Bahn-Haltepunkt / Haltestelle | 510,9                 | Oberkassel Mitte (Richtung Bonn)            | Oberkassel Mitte (Richtung Bonn)            |
| U-Bahn-Bahnübergang | 510,8                 | Zipperstraße                                | Zipperstraße                                |
| U-Bahn-Haltepunkt / Haltestelle | 510,8                 | Oberkassel Mitte (Richtung Bad Honnef)      | Oberkassel Mitte (Richtung Bad Honnef)      |
| U-Bahn-Bahnübergang | 510,x                 | Basaltstraße                                | Basaltstraße                                |
| U-Bahn-Bahnübergang | 510,4                 | Langemarckstraße                            | Langemarckstraße                            |
| U-Bahn-Bahnhof | 510,4                 | Oberkassel Süd/Römlinghoven 62              | Oberkassel Süd/Römlinghoven 62              |
| U-Bahn-Bahnübergang | 510,x                 | Ernststraße                                 | Ernststraße                                 |
| U-Bahn-Strecke mit Straßenbrücke | 510,x                 | Grüner Weg                                  | Grüner Weg                                  |
| ehemaliger U-Bahn-Haltepunkt / Haltestelle |                       | Grüner Weg (1963–1970)                      | Grüner Weg (1963–1970)                      |
| U-Bahn-Haltepunkt / Haltestelle | 509,7                 | Oberdollendorf Nord                         | Oberdollendorf Nord                         |
| U-Bahn-Brücke |                       | Bundesstraße 42                             | Bundesstraße 42                             |
| U-Bahn-Kreuzung mit Eisenbahn geradeaus oben (Querstrecke außer Betrieb) |                       | Heisterbacher Talbahn                       | Heisterbacher Talbahn                       |
| U-Bahn-Strecke mit Straßenbrücke | 509,x                 | Bachstraße                                  | Bachstraße                                  |
| U-Bahn-Bahnhof | 508,9                 | Oberdollendorf                              | Oberdollendorf                              |
| U-Bahn-Strecke mit Straßenbrücke | 508,8                 | Heisterbacher Straße                        | Heisterbacher Straße                        |
| U-Bahn-Tunnel |                       | Tunnel Oberdollendorf (600 m)               | Tunnel Oberdollendorf (600 m)               |
| U-Bahn-Haltepunkt / Haltestelle | 507,9                 | Nothaltestelle „Jugendhof“                  | Nothaltestelle „Jugendhof“                  |
| U-Bahn-Strecke mit Straßenbrücke | 507,x                 | Lemmerz-Brücke Longenburg (Bundesstraße 42) | Lemmerz-Brücke Longenburg (Bundesstraße 42) |
| U-Bahn-Bahnübergang | 507,x                 | Am Ziegelofen (Bergstraße)                  | Am Ziegelofen (Bergstraße)                  |
| U-Bahn-Strecke mit Straßenbrücke | 507,5                 | Werkstraße Lemmerz                          | Werkstraße Lemmerz                          |
| U-Bahn-Kreuzung mit Eisenbahn geradeaus unten | 507,5                 | DB-Brücke Longenburg (Rechte Rheinstrecke)  | DB-Brücke Longenburg (Rechte Rheinstrecke)  |
| U-Bahn-Haltepunkt / Haltestelle | 507,4                 | Longenburg – CJD Königswinter               | Longenburg – CJD Königswinter               |
| U-Bahn-Strecke mit Straßenbrücke | 507,4                 | Hauptstraße Longenburg                      | Hauptstraße Longenburg                      |
| U-Bahn-Bahnhof | 506,3                 | Königswinter Clemens-August-Str. 66         | Königswinter Clemens-August-Str. 66         |
| ehemaliger U-Bahn-Bahnhof | 506,1                 | Königswinter Düsseldorfer Hof (1913–1988)   | Königswinter Düsseldorfer Hof (1913–1988)   |
| U-Bahn-Haltepunkt / Haltestelle | 505,8                 | Königswinter Fähre                          | Königswinter Fähre                          |
| U-Bahn-Haltepunkt / Haltestelle | 505,3                 | Königswinter Denkmal                        | Königswinter Denkmal                        |
| ehemaliger U-Bahn-Haltepunkt / Haltestelle | 504,x                 | Am Steinchen (1925–1930)                    | Am Steinchen (1925–1930)                    |
| U-Bahn-Bahnübergang | 504,x                 | Am Steinchen                                | Am Steinchen                                |
| U-Bahn-Bahnhof | 503,7                 | Rhöndorf                                    | Rhöndorf                                    |
| U-Bahn-Bahnübergang | 503,7                 | Karl-Broel-Straße                           | Karl-Broel-Straße                           |
| U-Bahn-Haltepunkt / Haltestelle | 502,6                 | Bad Honnef Am Spitzenbach                   | Bad Honnef Am Spitzenbach                   |
| U-Bahn-Kopfbahnhof Streckenende | 502,0                 | Bad Honnef 66                               | Bad Honnef 66                               |

Die Siebengebirgsbahn ist eine Bahnstrecke in Nordrhein-Westfalen und Teil des Bonner Stadt- und Straßenbahnnetzes. Sie führt von Beuel aus parallel zum Rhein am Fuße des Ennerts und des Siebengebirges entlang über Königswinter nach Bad Honnef. Der nördliche Abschnitt bis Oberkassel wird von der Straßenbahnlinie 62 befahren. In Ramersdorf fädelt die Stadtbahnlinie 66 in die Siebengebirgsbahn ein, die sie südlich von Oberkassel alleine befährt. Die Linie 62 fährt werktags im 10-Minuten-Takt, die Linie 66 im 20-Minuten-Takt. Im Berufsverkehr wird die 66 zwischen Ramersdorf und Königswinter Clemens-August-Straße auf einen 10-Minuten-Takt verdichtet.
Die Siebengebirgsbahn gehört den Elektrischen Bahnen der Stadt Bonn und des Rhein-Sieg-Kreises (SSB), die gesamte Betriebsführung obliegt seit 2004 jedoch der SWB Bus und Bahn (Tochter der Bonner Stadtwerke).

## Geschichte
Seit Ende der 1880er Jahre gab es Pläne, die Zahnradbahnen des Siebengebirges mit öffentlichen Verkehrsmitteln an Beuel und die Stadt Bonn anzuschließen. Als 1906 die Rheinuferbahn der Köln-Bonner Eisenbahnen in Betrieb ging, beschloss der Landrat des Siegkreises, eine Bahn nach diesem Vorbild zu realisieren. Damit setzte sich die konventionelle Ausführungsweise gegen Vorschläge wie die einer Hängebahn oder gleislosen Bahn durch. Dabei wurde die Siebengebirgsbahn zunächst als elektrische Kleinbahn wenige Jahre vor dem Ersten Weltkrieg von der SSB gebaut. Anders als die Siegburger Bahn diente sie aber weniger dem Pendler- als dem Ausflugsverkehr. Erste Bauarbeiten begannen im September 1910 noch vor der Erteilung der Genehmigung für das erste Teilstück der Strecke durch den Kölner Regierungspräsidenten am 26. Januar 1911; mit der Verlegung des Oberbaus wurde im März 1911 begonnen. Die Eröffnungsfahrt war am 18. Oktober 1911 von Bonn Rheinuferbahnhof (Meckenheimer Straße, heute „Thomas-Mann-Straße“) bis Oberdollendorf. Als Bauleiter des Bahnbaus einschließlich der elektrischen Einrichtung fungierte bis Herbst 1912 Regierungsbaumeister Ludwig Brugsch (1877–1947). Die auf dem neuen Streckenabschnitt zwischen Beuel Bahnhof und Oberdollendorf errichteten Bahnhofsgebäude und Bahnwärterhäuser entstanden in einer einheitlichen Gestaltungsweise nach Plänen des bei dem ausgeschriebenen Wettbewerb erstplatzierten Bonner Architekten Walter Frese unter Bauleitung des ebenfalls ortsansässigen Architekten Hermann Schmitt. Bis auf den Abschnitt zwischen Beuel und Küdinghoven war die Neubaustrecke zunächst eingleisig, aber für die Verlegung eines zweiten Gleises vorbereitet.
Am 18. März 1913 wurde die Strecke zweigleisig nach Königswinter zur neuen Endstation an der Rheinallee vor dem Düsseldorfer Hof verlängert, an der dabei kunstvoll ausgearbeitete Oberleitungsmasten entstanden. Von 1924 bis Frühjahr 1925 wurde der Streckenabschnitt zwischen Küdinghoven und Oberdollendorf zweigleisig ausgebaut. Am 26. September 1925 erfolgte endlich auch die Verlängerung bis ins „rheinische Nizza“, in die Badestadt Honnef, zur heutigen Endhaltestelle gegenüber der Insel Grafenwerth. Die Verlängerung wurde als Anlass für den gleichzeitig vollzogenen Ausbau des südlichen Königswinterer Rheinufers zu einer breiten Promenade genutzt. Zeitweise bot die KBE durchgehende Fahrscheine von Köln ins Siebengebirge an. Von dieser Kooperation profitierte die Siebengebirgsbahn insbesondere in Zeiten der wachsenden Konkurrenz durch den Autoverkehr. Im Mai 1930 wurden vorübergehend Schnellzüge eingeführt, die nur die bedeutendsten Haltestellen bedienten, und zugleich die Haltestellen Rheinau und Am Steinchen in Honnef dauerhaft aufgehoben. Im Sommer 1930 wurde der Streckenverlauf westlich der Haltestelle Longenburg nach den erforderlichen Grundstücksankäufen durch Abschwächung einer besonders scharfen Kurve begradigt.
Während des Zweiten Weltkrieges erlitt auch die Siebengebirgsbahn erhebliche Schäden, sodass der Betrieb zeitweilig komplett eingestellt war. Ab dem 12. Dezember 1945 verkehrten wieder Züge zwischen Beuel und Römlinghoven und ab dem 26. August 1946, zunächst mit Pendelverkehr von Königswinter, bis zur Endhaltestelle in Honnef. Die Brücke über den Rhein zwischen Beuel und Bonn war von den deutschen Truppen gesprengt worden, ihr Wiederaufbau wurde erst am 12. November 1949 beendet und damit wieder ein Verkehr auf der gesamten bisherigen Strecke der Siebengebirgsbahn möglich.
Ab 1951 verkehrte zwischen Bonn und Bad Honnef auch eine von der SSB später nur noch im Nachtverkehr betriebene Ergänzungsbuslinie. Im Sommer 1954 wurden auf der Siebengebirgsbahn erneut versuchsweise Schnellzüge eingesetzt und kurz darauf wieder eingestellt. Zugleich kam es zur Einführung der Linienbezeichnungen „H“ (Honnef) und „K“ (Königswinter) in Abhängigkeit vom jeweiligen Endpunkt der Linie. Zur Kostensenkung wurde die Strecke zum Jahresende 1960 zur Straßenbahn umkonzessioniert, dabei die Oberleitungs-Spannung von 1000 auf 600 Volt herabgesenkt, Bahnsteige mancher Haltestellen zwecks Einsparung von Schrankenanlagen vor die Bahnübergänge verlegt und zugleich in Oberkassel zwei neue Haltestellen (eine zusätzliche) in Betrieb genommen. 1971/72 wurde die Trasse der Siebengebirgsbahn im Norden Oberdollendorfs tiefergelegt, um ein Überführungsbauwerk des im selben Zuge angehobenen Grünen Wegs zu erstellen.

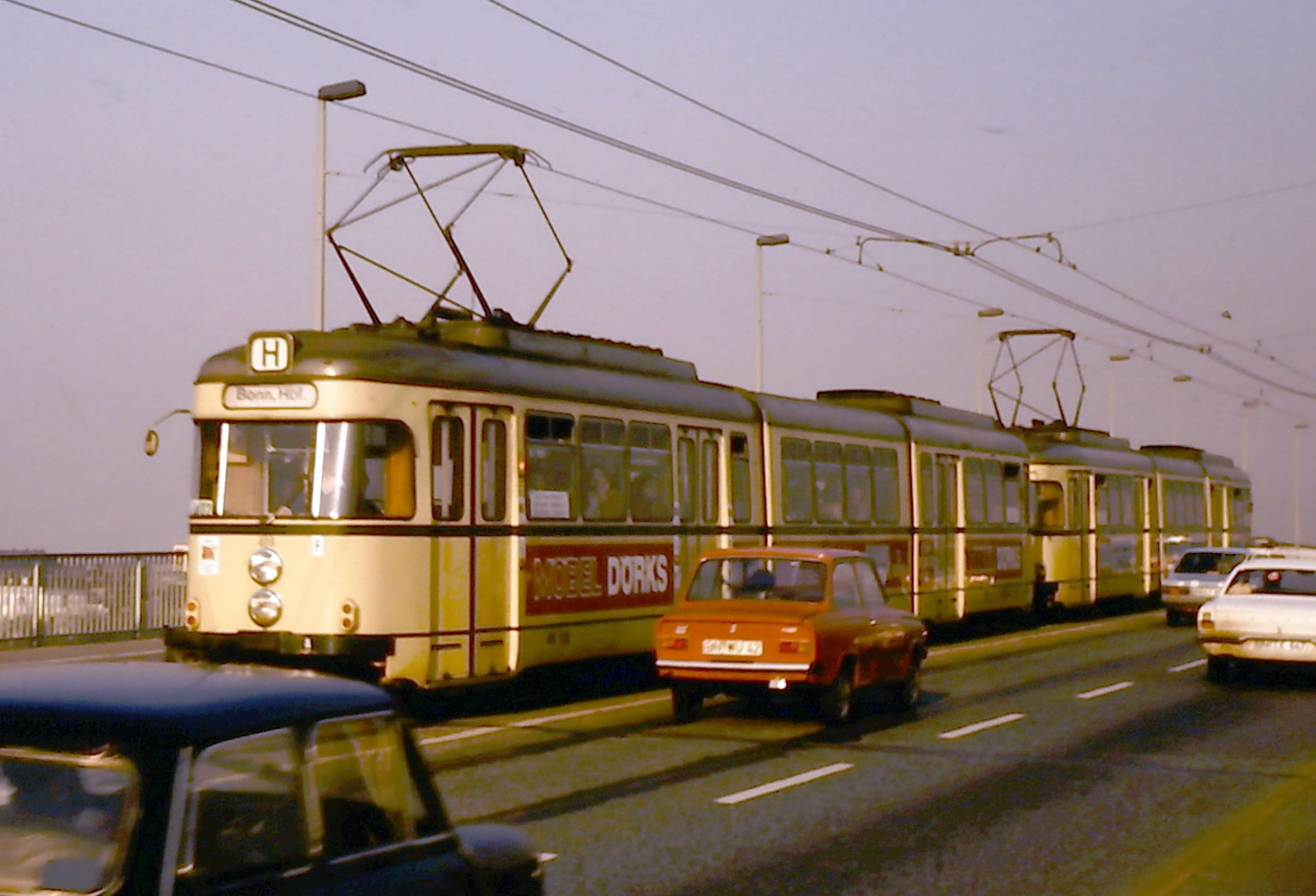
Düwag-Triebwagen der Linie H auf der Kennedybrücke

Im Mai 1978 wurde die bisherige Endstation der als einzige auf der Gesamtstrecke noch verkehrenden Straßenbahnlinie H am Rheinuferbahnhof aufgegeben und zunächst zur neuen Haltestelle Stadthaus verlegt. Bereits im April 1979 führte man die Siebengebirgsbahn zusammen mit der Siegburger Bahn in den neugebauten Stadtbahntunnel ein, was zur Umstrukturierung des Liniennetzes führte. Von Bad Honnef aus fuhr die Linie H über Beuel nun bis zum Hauptbahnhof. Zur Bundesgartenschau in Bonn 1979 wurde bei Küdinghoven die temporäre Haltestelle Bundesgartenschau rechtsrheinisch eingerichtet. Ebenfalls 1979 wurde auf dem Streckenabschnitt Beuel–Ramersdorf eine neue, für den Einsatz von Stadtbahnwagen geeignete Fahrleitung installiert. Die Haltestelle Ramersdorf wurde ab Ende der 1970er-Jahre unter die Erde verlegt. Seit Fertigstellung des Streckenabschnitts über die Südbrücke im Jahr 1981 zweigt in Ramersdorf zudem die Strecke über die Südbrücke und den Stammstreckentunnel zum Hauptbahnhof ab. Bei dem gleichzeitigen Streckenausbau in Oberkassel erhielten alle dortigen Bahnübergänge (wieder) eine Sicherung durch Schrankenanlagen.
Einhergehend mit dem Neubau der Bundesstraße 42 in Troglage wurde ab Ende 1979 auch der Streckenabschnitt bei Oberdollendorf mit einer geänderten Trassierung für den Stadtbahnbetrieb ausgebaut und am 10. Juli 1983 die Linie S von Ramersdorf bis dorthin – in der Nebenverkehrszeit nur bis Oberkassel Süd – verlängert. Mit Gründung des Verkehrsverbunds Rhein-Sieg (VRS) wurden die Linien H und S am 1. September 1987 zu den Linien 64 und 66. Am 27. Mai 1988 erfolgte nach eineinhalbjähriger Bauzeit die weitere Verlängerung der Linie 66 von Oberdollendorf nach Königswinter Clemens-August-Straße und im Juni 1990 bis Königswinter Denkmal. Auf dem Teilstück zwischen Königswinter Denkmal und der Stadtgrenze zu Bad Honnef musste hierbei der durch Hochwasser unterspülte Gleiskörper vollständig abgetragen und erneuert werden. Anschließend wurde auch die Reststrecke provisorisch derart ausgebaut, dass sie vollständig mit Stadtbahnwagen befahrbar war. Nach viereinhalb Monaten Schienenersatzverkehr konnte die Linie 66 am 6. Dezember 1991 nach Bad Honnef verlängert werden. Die 64 wurde nach Oberkassel zurückgezogen und 1993 ebenfalls auf Stadtbahnwagen umgestellt. Im Jahr 1994 wurde die 64 dann ganz eingestellt und die mit neu angeschafften Niederflurwagen betriebene Linie 62 stattdessen über ihren bisherigen Endpunkt Beuel Bahnhof hinaus verlängert. Die eingleisige Strecke im Stadtgebiet von Bad Honnef ist erst seit Beendigung ihres weiteren Ausbaus zur Stadtbahnstrecke im Juni 1994 mit Signalen gesichert, zuvor wurde hier mit Stabsicherung gefahren. Auf diesem Streckenabschnitt wurde zugleich als Teil einer landschaftsgerechten Wiederherstellung der konventionelle Bahnkörper überwiegend durch ein Rasengleis ersetzt.
Um den Abschnitt Ramersdorf–Bad Honnef der Linie 66 für den Einsatz des Wagentyps K5000 zu befähigen, sollen die Haltestellen mittelfristig alle mit barrierefreien Hochbahnsteigen ausgestattet werden. Derzeit können auf diesem Abschnitt nur die B-Wagen eingesetzt werden, da nur diese über die nötigen Schiebetritte (ausfahrbare Trittstufen) verfügen. Nach dem barrierefreien Ausbau der Haltestellen Königswinter Clemens-August-Straße und Ramersdorf 2022/23 verbleiben noch die derzeit nur für den stufenlosen Einstieg in Straßenbahnwagen angepassten drei Haltestellen in Oberkassel, deren entsprechender Umbau aufgrund des hier stattfindenden Mischbetriebs mit Hochflur- und Niederflurwagen erschwert ist. Die Bahnsteiglängen der Haltestellen auf dem regulär nur noch von Straßenbahnen befahrenen Abschnitt zwischen Ramersdorf und Beuel erlauben im Bedarfsfall auch einen Ersatzhalt von Stadtbahnwagen der Linie 66.

## Streckenführung
Die Siebengebirgsbahn zweigt am Beueler Konrad-Adenauer-Platz von der Siegburger Bahn ab. Durch die Friedrich-Breuer-Straße und die Obere Wilhelmstraße verläuft sie als klassische Straßenbahn, bevor sie am Beueler Bahnhofsplatz einen eigenen Gleiskörper erhält. Weiter läuft die Strecke parallel zur rechten Rheinstrecke und unterquert sie zwischen Limperich Nord und Limperich. In Ramersdorf unterquert die Strecke die Bundesautobahn 562 in einem kurzen Tunnel. Hinter der Haltestelle Ramersdorf kommt sie wieder an die Oberfläche und durchquert den Bonner Ortsteil Oberkassel. Südlich der Haltestelle Oberdollendorf Nord schwenkt die Siebengebirgsbahn über den Trog der Bundesstraße 42 und sinkt über eine Rampe auf deren Mittelstreifen ab. An die Haltestelle Oberdollendorf schließt sich ein Lärmschutztunnel an. Danach taucht die Siebengebirgsbahn im Longenburger Bogen unter der Bundesstraße weg und unterquert abermals – ab hier hochwassergefährdet – die rechte Rheinstrecke. Hinter der Haltestelle Longenburg biegt die Strecke ans Rheinufer ab und wird, teils eingepflastert, als Straßenbahn auf der Rheinallee geführt. Hinter der Haltestelle Clemens-August-Straße wird sie eingleisig zwischen der Rheinpromenade und der Straße geführt. Ab Königswinter Denkmal gibt es wieder einen eigenen Gleiskörper direkt am bzw. oberhalb des Rheinufers über Rhöndorf zur Endhaltestelle Bad Honnef.
Hinsichtlich ihres Höhenprofils erreicht die Stadtbahnstrecke (zwischen Ramersdorf und Bad Honnef) mit knapp 52 m ü. NHN auf Höhe der Königswinterer Altstadt – etwa vier Meter über dem mittleren Wasserstand des Rheins – ihren niedrigsten Punkt, ihren höchsten mit 61 m ü. NHN im Bereich der Haltestelle Oberdollendorf Nord. Die Straßenbahnstrecke (zwischen Beuel und Ramersdorf) besitzt bei Limperich einen mit knapp 51 m ü. NHN noch niedriger gelegenen Abschnitt, dort aber in weitaus größerer Entfernung zum überdies weiter bergab geflossenen Rhein.

## Stationen
| Beuel Rathaus und Obere Wilhelmstraße (keine Bahnsteige) | Die Haltestellen Beuel Rathaus und Obere Wilhelmstraße sind typische Straßenbahnhaltestellen in der Friedrich-Breuer-Straße und Oberen Wilhelmstraße, deren Ausstattung wegen der beengten Platzverhältnisse aus nicht mehr als einem Haltestellenschild mit Aushangfahrplan besteht. An beiden Haltestellen muss vom Straßenniveau aus in die Straßenbahn eingestiegen werden, was auch bei Niederflurfahrzeugen noch eine Stufe von etwa 20 Zentimetern bedeutet. |                                  |
| Beuel Bahnhof (Flachbahnsteige, 65 m)                    | Am Bahnhof Bonn-Beuel (früher: Beuel) hielten bereits seit der Einweihung der ersten Bonner Strecke 1902 Straßenbahnen auf dem Vorplatz. Lange Jahre endete hier die von Bonn kommende Straßenbahn, während die Siebengebirgsbahn auf eigenen Gleisen weiterfuhr. 1985 wurde im Zuge der Neugestaltung des Bahnhofsvorplatzes auch die Straßenbahnhaltestelle etwa 50 m weiter nördlich neugebaut, wobei erstmals auch für die Fahrtrichtung Oberkassel ein Bahnsteig entstand. Letzterer ist als Kombibahnsteig direkt mit einer Bushaltestelle verknüpft. Unterstrichen wird die Bedeutung der Haltestelle durch den in unmittelbarer Nähe gelegenen Betriebshof, der heute die gesamte Straßenbahnflotte beheimatet. | weitere Bilder                   |
| Limperich Nord (Flachbahnsteige, 55 m)                   | Die Haltestelle Limperich Nord mit Zugang von der Limpericher Straße wurde im Mai 2000 nach fünfmonatiger Bauzeit in Betrieb genommen und – in einer der Station Schießbergweg sehr ähnlichen Gestaltung – gebaut, um Ortsbereiche zu erschließen, die relativ weit von der Haltestelle Beuel Bahnhof entfernt, aber durch die rechte Rheinstrecke von der Haltestelle Limperich abgeschnitten sind. | weitere Bilder                   |
| Limperich (Flachbahnsteige, 60 m)                        | Die Haltestelle Limperich liegt heute beiderseits der Finkenbergstraße, wobei der Bahnsteig in Fahrtrichtung Oberkassel einen weiteren Zugang vom parallel angrenzenden Talweg besitzt. Sie wurde erst im Januar 1927 in Betrieb genommen und war anfangs auch von der Kreuzherrenstraße aus zugänglich. Ein der Haltestelle ursprünglich betrieblich nicht zugehöriges ehemaliges Bahnwärterhaus aus der Bauzeit der Siebengebirgsbahn (Kreuzherrenstraße 29) steht heute etwas abseits, schräg gegenüber dem Bahnsteig Richtung Oberkassel und wird als Privathaus genutzt. Es ist ein geschütztes Baudenkmal. Anfang der 1930er-Jahre wurde die Haltestelle durch eine Grünanlage eingefriedet und auch die Bahnsteige etwas verkürzt. 1960/61 wurde der Bahnsteig in Fahrtrichtung Bonn an die Ostseite der Finkenbergstraße verlegt; aufgrund der weiter verkürzten Bahnsteiglänge fiel auch in der anderen Fahrtrichtung der Zugang von der Kreuzherrenstraße weg. Von August 2022 bis Januar 2023 wurde die Haltestelle saniert und barrierefrei ausgebaut. | weitere Bilder                   |
| Küdinghoven (Flachbahnsteige, 60 m)                      | Die Haltestelle Küdinghoven (ursprünglich Limperich-Küdinghoven) befindet sich an der südwestlichen Grenze des Ortsteils zu Limperich beiderseits der Küdinghovener Straße, wobei die Bahnsteige sich entlang des Talwegs und der Straße An der Siebengebirgsbahn erstrecken. Neben ihnen steht noch das ebenfalls denkmalgeschützte ehemalige Empfangsgebäude aus der Bauzeit der Siebengebirgsbahn (Küdinghovener Straße 18), das noch mindestens bis Mitte der 1970er-Jahre im Besitz der Elektrischen Bahnen der Stadt Bonn und des Rhein-Sieg-Kreises verblieb und heute ein Privathaus ist. 1960/61 wurde der vormalige Hausbahnsteig in Fahrtrichtung Bonn an die Südseite der Küdinghovener Straße verlegt. Von April bis August 2022 wurde die Haltestelle, die zuvor nur über einen Blechwetterschutz verfügte, saniert und barrierefrei ausgebaut. | weitere Bilder                   |
| Schießbergweg (Flachbahnsteige, 50 m)                    | Die Haltestelle Schießbergweg liegt abseits der Hauptstraßen an der Kreuzung der Siebengebirgsbahn mit dem Schießbergweg. Zur Bundesgartenschau 1979 war an diesem Standort bereits die Haltestelle Bundesgartenschau rechtsrheinisch eröffnet und anschließend wieder abgebaut worden. Die heutige Haltestelle wurde nach viermonatiger Bauzeit im Januar 1996 in Betrieb genommen und eingerichtet, um die Erschließung des zeitgleich eingeweihten Telekom Campus sowie eines später entstandenen Neubaugebiets zu gewährleisten, aber auch allgemein die der Ortsteile Ramersdorf und Küdinghoven zu verbessern. Die Haltestelle ist im Stil der anderen Haltestellenbauten der 1990er Jahre gehalten und verfügt über Flachbahnsteige, die zu den dort eingesetzten Niederflurbahnen einen stufenlosen Einstieg erlauben. | weitere Bilder                   |
| Ramersdorf (Hoch- und Flachbahnsteige)                   | Die ehemals oberirdische Haltestelle Ramersdorf, die aufgrund ihres anfänglich umstrittenen Standorts und zeitweiliger probeweiser Verlegung an die Hardtstraße (heute Dornheckenstraße) erst nachträglich 1913 ein Empfangsgebäude erhielt, wurde nach Abbruch desselben Anfang der 1980er Jahre unter die Erde verlegt. Der U-Bahnhof wurde am 5. September 1981 eröffnet. Dies ermöglichte eine zweite Rheinquerung über die Konrad-Adenauer-Brücke. Heute halten hier sowohl Stadtbahnen als auch Niederflurstraßenbahnwagen (Linie 62), was einen barrierefreien Ausbau in Fahrtrichtung Bonn erschwerte und bis zum Jahr 2023 verzögerte. Die zugehörige Wendeanlage südlich des U-Bahnhofs liegt oberirdisch. | weitere Bilder                   |
| Oberkassel Nord (Flachbahnsteige, 65 m)                  | Die Haltestelle Oberkassel Nord befindet sich südlich der Alsstraße und besitzt zwei leicht zueinander versetzte Bahnsteige. Sie ist im Stil der beiden davorliegenden Haltestellen (Richtung Bad Honnef) gestaltet. Die Haltestelle wurde zum Jahresbeginn 1961 in Betrieb genommen. Etwa 100 Meter südlich der Haltestelle lag zuvor der Oberkasseler Bahnhof mit dem bis heute erhaltenen Empfangsgebäude von 1911 (Teichstraße 5). Bis 1985 befand sich der Bahnsteig in Fahrtrichtung Bad Honnef an der Nordseite der Alsstraße. | Oberkassel Nord – Flachbahnsteig |
| Oberkassel Mitte (Flachbahnsteige, 65 m)                 | Die Haltestelle Oberkassel Mitte liegt im Zentrum Oberkassels rheinseitig an der Zipperstraße und bergseitig an der Büchelstraße. Der in Richtung Bonn gelegene befindet sich etwa 100 Meter nördlich des in Richtung Bad Honnef gelegenen Bahnsteigs, wobei beide über weitere Zugänge von der der Weidenstraße bzw. von der Basaltstraße verfügen. Am Hauptzugang zum südlichen Bahnsteig befindet sich ein 1911 errichtetes Bahnwärterhaus (Zipperstraße 40), das bis heute erhalten ist und unter Denkmalschutz steht, jedoch betrieblich nicht mit der erst zum Jahresbeginn 1961 eingerichteten Haltestelle zusammengehörte. In dem Bahnwärterhaus wurde bereits vor Einrichtung der Haltestelle und noch bis Mitte der 1970er-Jahre ein Fahrkartenverkauf betrieben. Die heutige Bahnsteiganordnung besteht erst seit 1985/86. Die Bonner Stadtverwaltung plant, die Haltestelle aufgrund der Kosten für den noch ausstehenden barrierefreien Ausbau aufzugeben (Stand: 2023). | weitere Bilder                   |
| Oberkassel Süd/Römlinghoven (Flachbahnsteige, 65 m)      | Die Haltestelle Oberkassel Süd/Römlinghoven (früher Römlinghoven) befindet sich südlich der Langemarckstraße (Landesstraße 490) und besitzt zwei leicht zueinander versetzte Bahnsteige. Sie liegt zwar auf Bonner Stadtgebiet, wird aber auch durch die Bewohner im Königswinterer Stadtteil Römlinghoven genutzt. Die bereits mit der Eröffnung der Siebengebirgsbahn 1911 eingerichtete Haltestelle besaß nie ein eigenes Empfangsgebäude, sondern nur eine noch im Eröffnungsjahr nachträglich geplante kleine Wartehalle für Fahrgäste. Von 1960/61 bis 1985 befand sich der Bahnsteig in Fahrtrichtung Bad Honnef an der Nordseite der Langemarckstraße. Seit 1991 ist die Haltestelle der Endpunkt der heutigen Straßenbahnlinie 62. | weitere Bilder                   |
| Oberdollendorf Nord (Hochbahnsteige, 60 m)               | Die Haltestelle Oberdollendorf Nord befindet sich direkt westlich des Einschnitts der Bundesstraße 42. Erreichbar ist sie östlich von Oberdollendorf per Fußgängerbrücke über die B 42 und westlich direkt von der Oberkasseler Straße sowie vom Wohnpark Nord, wobei an beiden Bahnsteigenden Unterführungen bestehen. Die im Juni 1970 bei gleichzeitiger Aufhebung der 300 Meter weiter nördlich gelegenen Haltestelle Grüner Weg (eröffnet 1963) eingerichtete Haltestelle wurde im März 1981 im Zuge des Stadtbahnausbaus neu in Betrieb genommen. Der Stadtbahnbetrieb konnte hier aber erst im Juli 1983 aufgenommen werden, als die gesamte Trasse von dieser bis kurz vor der Haltestelle Longenburg verlegt worden war. Der barrierefreie Umbau durch Hochbahnsteige (Inbetriebnahme im November/Dezember 2001) erfolgte von Herbst 2001 bis Frühjahr 2002 zeitgleich mit der benachbarten Haltestelle Oberdollendorf, wobei in beiden Fällen erstmals Fertigbauteile zum Einsatz kamen. Im 2. Halbjahr 2020 wurden die bisherigen pilzkopfartigen Überdachungen der Haltestelle durch Stahl-Glas-Konstruktionen ersetzt und zudem die Lärmschutzwand am westlichen Bahnsteig erneuert. | weitere Bilder                   |
| Oberdollendorf (Hochbahnsteig, 60 m)                     | Die Haltestelle Oberdollendorf befindet sich mit ihrem Mittelbahnsteig zwischen den beiden Fahrbahnen im Trog der B 42, am Nordausgang des Tunnels Oberdollendorf. Sie ist über eine Rampe von der Heisterbacher Straße aus zugänglich, wo sich unmittelbar eine Bushaltestelle anschließt, und bedient hauptsächlich die Ortszentren von Oberdollendorf und Niederdollendorf. Neu eröffnet wurde die am früheren, ebenerdigen Standort mit Empfangsgebäude bereits seit 1911 vorhandene Haltestelle am 25. Juni 1983 aufgrund der neuen, tiefergelegten Linienführung der Siebengebirgsbahn im Bereich Oberdollendorf. Rampe und Bahnsteig erhielten dabei zur Vermeidung von Glatteisbildung eine elektrische Fußbodenheizung, zu den Fahrbahnen der Bundesstraße hin entstanden Schallschutzwände. Von Herbst 2001 bis Frühjahr 2002 wurde sie zeitgleich mit der benachbarten Haltestelle Oberdollendorf Nord zwecks Errichtung eines Hochbahnsteigs (Inbetriebnahme im November/Dezember 2001) umgebaut und zugleich die Zugangsrampe überdacht. Im 2. Halbjahr 2020 wurde die bisherige Überdachung der Haltestelle durch eine Stahl-Glas-Konstruktion ersetzt, im Frühjahr 2021 die Bushaltestelle Oberdollendorf Stadtbahn barrierefrei ausgebaut. Das frühere Stationsgebäude der oberirdischen Haltestelle Oberdollendorf war als Wärterhaus mit Wartehalle ähnlich dem bis heute erhaltenen in Küdinghoven konzipiert und gestaltet. Von ihm aus wurden die Schranken an der Heisterbacher Straße und der Bachstraße bedient, wobei die Station zur Erfüllung dieser Aufgabe zeitlich über die anderen an der Siebengebirgsbahn hinaus noch bis zum Abbau der Schranken an der Heisterbacher Straße 1963 personell besetzt blieb. An der Haltestelle wurde noch bis mindestens Ende der 1970er-Jahre ein Kiosk mit Fahrkartenverkauf betrieben. Der Neubau der Bundesstraße mitsamt der Stadtbahnstrecke machte den bereits vor 1980 durchgeführten Abbruch des Bahnhofsgebäudes erforderlich. | weitere Bilder                   |
| Longenburg – CJD Königswinter (Hochbahnsteige, 70 m)     | Die im Einschnitt gelegene Haltestelle Longenburg ist über Rampen und Treppen von der die Bahnstrecke überführenden Hauptstraße aus zugänglich, wo sich zudem die Bushaltestelle Longenburg Brücke und ein P+R-Parkplatz befinden. Sie bedient den Norden des Stadtteils Königswinter, den Süden Niederdollendorfs sowie die nahe gelegene CJD Christophorusschule. Die Haltestelle war bereits 1913 unter dem anfänglichen Namen Königswinter I eröffnet worden, besaß ab 1914 eine kleine Wartehalle und erhielt 1922 ihre heutige Bezeichnung. Ab November 1930 wurde sie nur noch von einem kleinen Teil der auf der Siebengebirgsbahn verkehrenden Züge bedient, ab August 1933 von der Hälfte aller Züge und ab Juni 1942 nur noch werktags als Bedarfshaltestelle. 1987/88 wurde die Haltestelle im Zuge des Stadtbahnausbaus bis Königswinter umfassend umgebaut und zugleich an neugeschaffene Radwegeverbindungen angebunden; auch die Überführung der Hauptstraße mit den Treppenzugängen zu den Bahnsteigen erhielt dabei einen Neubau. Als Wetterschutz dienen seither Einbuchtungen in die Haltestellenwände, die von den Zugangsrampen aus überdeckelt sind. Von Sommer bis Herbst 2004 wurde die Haltestelle erneut umgebaut und mit etwa acht Meter kürzeren Hochbahnsteigen (Inbetriebnahme im Oktober 2004) ausgestattet; im Anschluss erfolgte eine künstlerische Umgestaltung durch die CJD-Schule, weshalb der Zusatz CJD Königswinter dem Namen hinzugefügt wurde. | weitere Bilder                   |
| Königswinter Clemens-August-Straße (Hochbahnsteig, 55 m) | Die Haltestelle Königswinter Clemens-August-Straße, in Betrieb genommen im Mai 1988 mit der Verlängerung der Stadtbahnlinie an einer vormaligen Betriebsausweiche, bedient den Norden der Königswinterer Altstadt. Sie liegt am nördlichen Ende der Rheinpromenade der Altstadt an der Ecke Rheinallee/Clemens-August-Straße und besaß bis 2022 zwei 60 und 65 Meter lange Flachbahnsteige, deren kürzerer östlicher von der Mauer des Jüdischen Friedhofs begrenzt und von einer Grundstückszufahrt unterbrochen wurde. Im Berufsverkehr ist die Haltestelle bei jeder zweiten Bahn Endpunkt der Linie 66. Unmittelbar südlich der Haltestelle befindet sich auch eine eingleisige Wendeanlage und südöstlich eine gleichnamige Bushaltestelle. Nachdem letztere bereits 2019 barrierefrei ausgebaut worden war und im selben Jahr auch eine vorbereitende Leitungsverlegung stattgefunden hatte, erfolgte von Anfang 2022 bis Januar 2023 auch der barrierefreie Ausbau der Stadtbahnhaltestelle, die dabei erstmals einen Mittelbahnsteig mit Stahl-Glas-Überdachung erhielt. Für den Umbau mussten mehrere Alleebäume gefällt und ein Technikgebäude abgerissen werden. Bis 1988 befand sich die Haltestelle als Endpunkt des zweigleisigen Abschnitts etwa 200 m weiter südlich und hieß Königswinter Düsseldorfer Hof wegen des gegenüberliegenden gleichnamigen Hotels. Sie besaß eine 1962 erbaute Wartehalle (heute Rheinallee 14a), die nach ihrer Schließung um 1990 zu einem Café umgebaut und erweitert wurde. Eine erste, kleinere Wartehalle war von Dezember 1929 bis April 1930 errichtet worden und besaß eine unterirdische Toilettenanlage. | weitere Bilder                   |
| Königswinter Fähre (Hochbahnsteig, 60 m)                 | Die an der Rheinpromenade nahe dem Marktplatz gelegene Haltestelle Königswinter Fähre bedient neben letzterer hauptsächlich die Königswinterer Altstadt und zu Zeiten des Tourismus auch die Gastronomie und Attraktionen der Rheinpromenade. Sie wurde erstmals im Juli 1928 unter dem Namen „Rheinfähre“ eingerichtet und in den Betriebsjahren ab 1930 oftmals für die Dauer der Wintermonate aufgehoben. Die Haltestelle lag bis zum Streckenausbau für den Stadtbahnbetrieb 1988/89 südlich der Fährzufahrt. Nach der Eröffnung des gegenüberliegenden Sea Life Königswinter im Dezember 2005 erhielt sie zeitweilig den Namenszusatz Sea Life Aquarium. 2007 wurde die Haltestelle für etwa 700.000 Euro mit einem Hochbahnsteig neugebaut und hierfür die Rheinpromenade mitsamt Ufermauer erhöht, in die ein direkter Treppenzugang zur Anlegestelle der Fähre integriert ist. | weitere Bilder                   |
| Königswinter Denkmal (Hochbahnsteig, 70 m)               | Die Haltestelle Königswinter Denkmal, in Betrieb genommen 1925 mit der Verlängerung der Siebengebirgsbahn nach Honnef, erschließt den Süden der Königswinterer Altstadt. Sie liegt direkt am Rheinufer neben der Hauptstraße (L 193). 1939 wurde die Haltestelle für die Anlage eines Parkplatzes an ihrem bisherigen Standort etwas nach Süden verlegt. An der Haltestelle befand sich eine nur außerplanmäßig benötigte Ausweichstelle der Siebengebirgsbahn, die ebenfalls 1939 verlegt wurde. Von Dezember 2004 bis Frühjahr 2005 erhielt die Haltestelle einen um zehn Meter verlängerten Hochbahnsteig, erstmals an der Strecke mit einer Bahnsteigkante aus Naturstein. Benannt ist die Haltestelle nach dem dort befindlichen Denkmal von Wolfgang Müller von Königswinter. | weitere Bilder                   |
| Rhöndorf (Hochbahnsteige, 60 m)                          | Die Haltestelle Rhöndorf liegt zwischen dem rheinseitigen Ende der Karl-Broel-Straße und dem ehemaligen Rheinhotel Bellevue und besitzt zwei Seitenbahnsteige. Aufgrund der Nähe zum DB-Bahnhof Rhöndorf besteht hier eine Möglichkeit zum schnellen Umstieg zur rechtsrheinischen Eisenbahnstrecke. Die Haltestelle wurde am 16. August 1925 noch vor der weiteren Verlängerung der Siebengebirgsbahn nach Honnef im darauffolgenden Monat eröffnet und war als Ausweichstelle von Beginn an mit einem Fahrdienstleiter besetzt. 1952 entstand nach einem Entwurf des Bad Godesberger Architekten Wilhelm Denninger anstelle der vorherigen Wellblechbaracken ein neues Empfangsgebäude in Form eines – der bereits zuvor an der Honnefer Endhaltestelle errichteten Wartehalle ähnlichen – Flachbaus. Seit der Einrichtung einer am Rhöndorfer Bahnhof beginnenden innerstädtischen Buslinie durch die SSB 1952 wird die Haltestelle auch zum Umstieg in Richtung Stadtzentrum Bad Honnef genutzt. Anfang der 1960er-Jahre erhielt die Haltestelle zwei Seitenbahnsteige mit Gleisquerung an der Nordseite; zwischen 1981 und 1985 wurde das frühere Empfangsgebäude abgebrochen. Wie die anderen beiden Bad Honnefer Haltestellen wurde sie nach dem Endausbau des letzten Teilstücks der Siebengebirgsbahn zur Stadtbahnstrecke 1994/95 mit Hochbahnsteigen ausgestattet, wobei die Gleisquerung an die Südseite verlegt, auch die angrenzende Bushaltestelle gestalterisch in die Gesamtanlage integriert und ein P+R-Parkplatz angelegt wurden. | weitere Bilder                   |
| Bad Honnef Am Spitzenbach (Hochbahnsteig, 60 m)          | Die Haltestelle Bad Honnef Am Spitzenbach wurde an der früheren Stelle der bereits 1925 mit der Verlängerung der Siebengebirgsbahn nach Honnef eingerichteten und nur bis 1930 betriebenen Haltestelle (Honnef-)Rheinau im Mai 1990 zunächst probeweise in Betrieb genommen, um die Anbindung der Bewohner des nördlichen Stadtzentrums zu verbessern. 1994/95 erhielt sie nach Vollendung des Stadtbahnausbaus im Bad Honnefer Stadtgebiet einen Hochbahnsteig. Die Haltestelle liegt an der Rheinpromenade und ist durch eine Fußgängerbrücke über die rechte Rheinstrecke und die B 42 zu erreichen, die zur Straße Am Spitzenbach/An St. Göddert führt. Die beiden Bahnsteigzugänge befinden sich direkt am Aufgang zur und unterhalb der Brücke, wo zudem durch diese wettergeschützte Fahrradabstellplätze bestehen. Der namensgebende Spitzenbach mündet südlich der Haltestelle in den Rhein. Die Haltestelle war ab 1994/95 wie die beiden benachbarten Haltestellen in Bad Honnef in der Kennfarbe Blau gestaltet. In den Sommerferien 2023 wurde sie erneuert und dabei umgestaltet. | weitere Bilder                   |
| Bad Honnef (Hochbahnsteig, 60 m)                         | Die seit der Verlängerung der Siebengebirgsbahn 1925 bestehende Haltestelle Bad Honnef ist heute die Endhaltestelle der Stadtbahnlinie 66. Das 1949/50 nach Plänen des Architekten Wilhelm Denninger als Ersatz für die ursprüngliche Wellblechhalle errichtete, frühere Empfangsgebäude des Endbahnhofes (Rheinpromenade 5) mit seitlichem Kioskanbau wurde um 1980 von der SSB verkauft und seither gastronomisch genutzt. In den 1960er-Jahren wurde der Bahnsteigbereich befestigt und die Gleisanlagen umgebaut, sodass das unmittelbare Streckenende mit der Haltestelle eingleisig wurde. Beim Neubau der Haltestelle ab Juni 1993 aufgrund des bereits zuvor provisorisch erfolgten Systemwechsels auf die Stadtbahn erhielt sie, fortan wieder zweigleisig, einen höhergelegten Mittelbahnsteig und wurde mit Wetterschutzeinrichtungen und überdachten Fahrradabstellplätzen versehen. Zusammen mit der gestalterisch in die Gesamtanlage integrierten Bushaltestelle, die Start- bzw. Endpunkt mehrerer Buslinien ist, und einem großen P+R-Parkplatz (angelegt ab 1963) bildet die im Juni 1994 neu eröffnete Stadtbahnhaltestelle einen für die Stadt bedeutsamen Verkehrsknotenpunkt. Nahegelegene Brückenbauwerke führen zum Bahnhof Bad Honnef (Rhein), ins Stadtzentrum und über die Grafenwerther Brücke zur Insel Grafenwerth. Im Zuge der Generalsanierung der Rechten Rheinstrecke 2026 soll der DB-Bahnhof in Bad Honnef direkt an die Stadtbahnhaltestelle verlegt werden. | weitere Bilder                   |